# Campionati europei di pentathlon moderno 2016
I Campionati europei di pentathlon moderno 2016 sono stati la 25ª edizione della competizione. Si sono svolti dal 4 all'11 luglio 2016 a Sofia, in Bulgaria.

## Medagliere
| Pos.   | Paese         | Oro | Argento | Bronzo | Totale |
| ------ | ------------- | --- | ------- | ------ | ------ |
| 1      | Rep. Ceca     | 2   | 1       | 0      | 3      |
| 2      | Lituania      | 2   | 0       | 0      | 2      |
| 3      | Russia        | 1   | 2       | 1      | 4      |
| 4      | Italia        | 1   | 0       | 2      | 3      |
| 5      | Bielorussia   | 1   | 0       | 0      | 1      |
| 6      | Ungheria      | 0   | 1       | 1      | 2      |
| 6      | Germania      | 0   | 1       | 1      | 2      |
| 8      | Gran Bretagna | 0   | 1       | 0      | 2      |
| 8      | Francia       | 0   | 1       | 0      | 1      |
| 10     | Polonia       | 0   | 0       | 1      | 1      |
| 10     | Turchia       | 0   | 0       | 1      | 1      |
| Totale | Totale        | 7   | 7       | 7      | 21     |

## Podi

### Maschili
| Evento      | Oro                                                      | Punteggio | Argento                                             | Punteggio | Bronzo                                                | Punteggio |
| Individuale | Jan Kuf                                                  | 1451      | Róbert Kasza                                        | 1450      | Riccardo De Luca                                      | 1437      |
| A squadre   | Italia Riccardo De Luca Pierpaolo Petroni Fabio Poddighe | 4282      | Francia Simon Casse Gauthier Romani Valentin Belaud | 4194      | Germania Fabian Liebig Alexander Nobis Stefan Kollner | 4019      |
| Staffetta   | Russia Alexander Savkin Aleksandr Lesun                  | 1511      | Rep. Ceca Ondřej Polívka Martin Bilko               | 1491      | Polonia Sebastian Stasiak Jaroslaw Swiderski          | 1490      |

### Femminili
| Evento      | Oro                                                                    | Punteggio | Argento                                               | Punteggio | Bronzo                                                   | Punteggio |
| Individuale | Laura Asadauskaitė                                                     | 1368      | Gulnaz Gubaydullina                                   | 1350      | İlke Özyüksel                                            | 1327      |
| A squadre   | Lituania Gintare Venckauskaite Laura Asadauskaitė Karolina Guzauskaite | 3915      | Gran Bretagna Samantha Murray Joanna Muir Kate French | 3887      | Russia Gulnaz Gubaydullina Anastasia Petrova Anna Buriak | 3885      |
| Staffetta   | Bielorussia Iryna Prasiantsova Katsiaryna Arola                        | 1377      | Germania Ronja Doring Janine Kohlmann                 | 1364      | Ungheria Alexandra Boros Tamara Alekszejev               | 1348      |

### Misti
| Evento          | Oro                               | Punteggio | Argento                                  | Punteggio | Bronzo                                    | Punteggio |
| Staffetta mista | Rep. Ceca Natalie Dianová Jan Kuf | 1432      | Russia Donata Rimshayte Alexander Savkin | 1424      | Italia Lavinia Bonessio Auro Franceschini | 1409      |